# Westlife-diszkográfia
Ez a szócikk a Westlife zenei munkásságát mutatja be.

## Albumok
| Kiadás dátuma      | Album címe                             | Album adatai                                                 |
| ------------------ | -------------------------------------- | ------------------------------------------------------------ |
| 1999. november 1.  | Westlife                               | - Számok: 17 - Hossz: 65 perc 16 másodperc - Kiadó: BMG      |
| 2000. november 6.  | Coast to Coast                         | - Számok: 19 - Hossz: 67 perc 52 másodperc - Kiadó: BMG      |
| 2001. november 12. | World of Our Own                       | - Számok: 17 - Hossz: 66 perc 21 másodperc - Kiadó: BMG      |
| 2002. november 11. | Unbreakable – The Greatest Hits Vol. I | - Számok: 19 - Hossz: 77 perc 11 másodperc - Kiadó: Sony BMG |
| 2003. november 24. | Turnaround                             | - Számok: 12 - Hossz: 43 perc 16 másodperc - Kiadó: BMG      |
| 2004. november 6.  | Allow Us to Be Frank                   | - Számok: 11 - Kiadó: Sony BMG                               |
| 2005. október 31.  | Face to Face                           | - Számok: 12 - Hossz: 41 perc 07 másodperc - Kiadó: Sony BMG |
| 2006. november 20. | The Love Album                         | - Számok: 11 - Hossz: 42 perc 38 másodperc - Kiadó: Sony BMG |
| 2007. november 5.  | Back Home                              | - Számok: 12 - Kiadó: Sony BMG                               |
| 2009. november 30. | Where We Are                           | - Számok: 13 - Kiadó: Sony                                   |
| 2010. november 22. | Gravity                                | - Számok: 12 - Kiadó: Sony                                   |
| 2011. november 18. | Greatest Hits                          | - Számok: 18 - Kiadó: Sony RCA                               |

## Kislemezek
| Kiadás dátuma        | Cím                                                 | Album                                  |
| -------------------- | --------------------------------------------------- | -------------------------------------- |
| 1999. április 10.    | Swear It Again                                      | Westlife                               |
| 1999. augusztus 9.   | If I Let You Go                                     | Westlife                               |
| 1999. október 18.    | Flying Without Wings                                | Westlife                               |
| 1999. december 25.   | I Have a Dream/Seasons in the Sun                   | Westlife                               |
| 2000. március 27.    | Fool Again                                          | Westlife                               |
| 2000. szeptember 18. | Against All Odds (Mariah Careyvel)                  | Coast to Coast                         |
| 2000. október 30.    | My Love                                             | Coast to Coast                         |
| 2000. december 18.   | What Makes a Man                                    | Coast to Coast                         |
| 2001. március 3.     | I Lay My Love on You                                | Coast to Coast                         |
| 2001. március 5.     | Uptown Girl                                         | Coast to Coast                         |
| 2001. szeptember 19. | When You’re Looking Like That                       | Coast to Coast                         |
| 2001. november 5.    | Queen of My Heart                                   | World of Our Own                       |
| 2002. február 18.    | World of Our Own                                    | World of Our Own                       |
| 2002. május 20.      | Bob Bob Baby                                        | World of Our Own                       |
| 2002. november 4.    | Unbreakable                                         | Unbreakable - The Greatest Hits Vol. I |
| 2003. március 24.    | Tonight/Miss You Nights                             | Unbreakable - The Greatest Hits Vol. I |
| 2003. szeptember 15. | Hey Whatever                                        | Turnaround                             |
| 2003. november 17.   | Mandy                                               | Turnaround                             |
| 2004. február 23.    | Obvious                                             | Turnaround                             |
| 2004. november 4.    | Smile                                               | Allow Us to Be Frank                   |
| 2004. december 20.   | Fly Me To The Moon                                  | Allow Us to Be Frank                   |
| 2005. január 6.      | Ain’t That a Kick in the Head                       | Allow Us to Be Frank                   |
| 2005. október 24.    | You Raise Me Up                                     | Face to Face                           |
| 2005. december 12.   | When You Tell Me That You Love Me (Diana Ross-szal) | Face to Face                           |
| 2006. február 20.    | Amazing                                             | Face to Face                           |
| 2006. november 6.    | The Rose                                            | The Love Album                         |
| 2007. október 29.    | Home                                                | Back Home                              |
| 2008. március 3.     | Us Against the World                                | Back Home                              |
| 2008. április 4.     | Something Right                                     | Back Home                              |
| 2009. október 23.    | What About Now                                      | Where We Are                           |
| 2010. november 14.   | Safe                                                | Gravity                                |
| 2011. november 11.   | Lighthouse                                          | Greatest Hits                          |
| 2011. december 26.   | Beautiful World                                     | Greatest Hits                          |